# François de Nomé

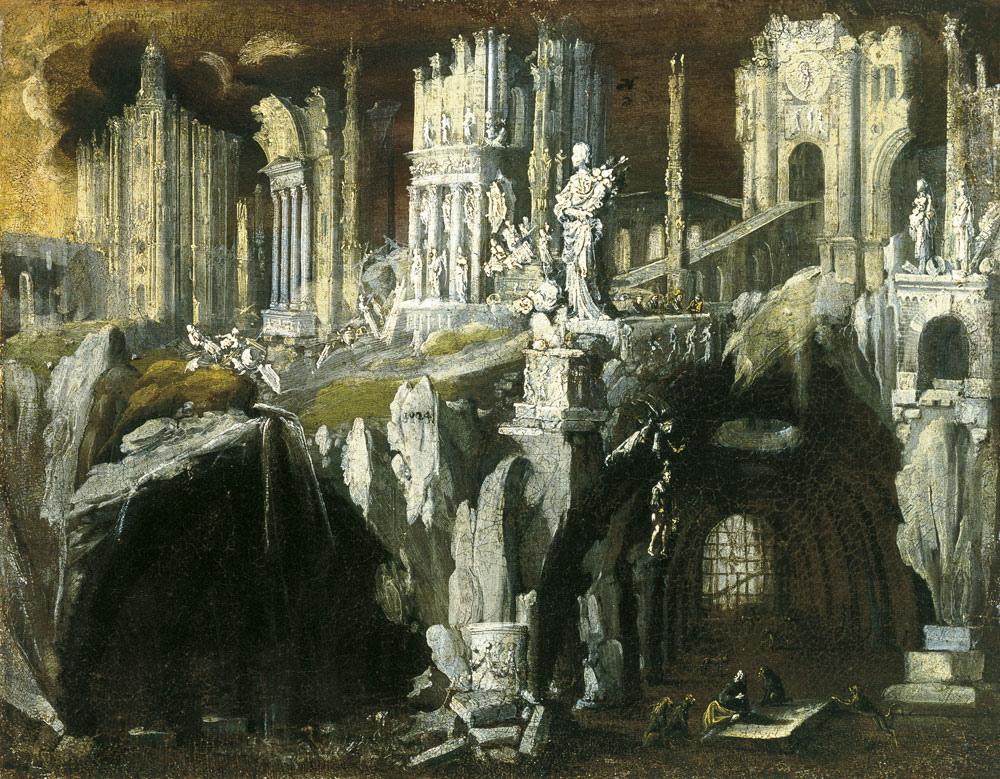
Daniel en el foso de los leones, óleo sobre lienzo, 36,5 x 46 cm, Madrid, Museo Thyssen-Bornemisza.

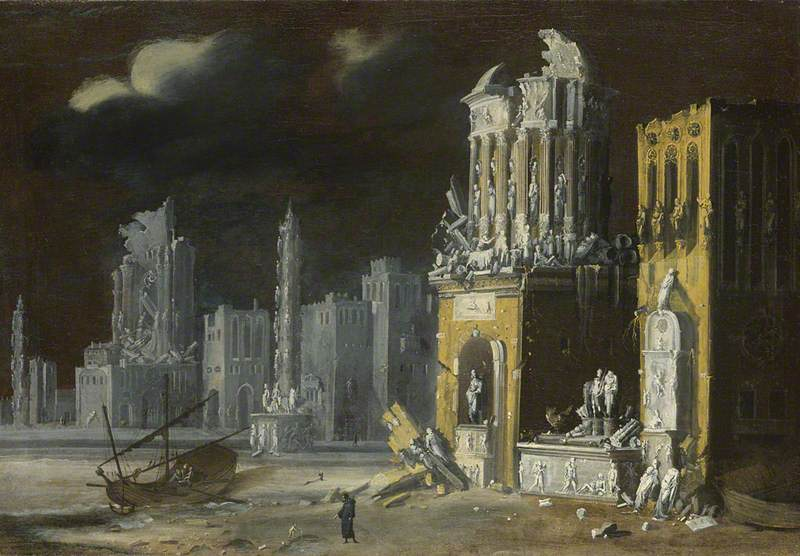
Ruinas fantásticas con san Agustín y el niño, óleo sobre lienzo, 45,7 x 65,7 cm, Londres, The National Gallery.

François de Nomé (Metz, c. 1593-Nápoles, c. 1644) fue un pintor francés activo en Nápoles, identificado con Monsù Desiderio, nombre bajo el que se reunieron sus obras y las de Didier Barra, otro pintor lorenés activo en Nápoles con quien pudo colaborar en alguna ocasión aunque sus obras son claramente diferentes. Deslindadas las personalidades de Barra y de Nomé, con el primero se relacionan algunas vistas panorámicas urbanas, principalmente de Nápoles, en tanto Nomé es pintor de arquitecturas fantásticas y ruinas caprichosamente decoradas.

## Biografía y obra
La personalidad de François de Nomé solo empezó a ser conocida en 1956, cuando se publicó el acta matrimonial en la que se precisaba su origen lorenés, aunque ya se conocían algunas pinturas con firmas de difícil interpretación. Nacido en Metz hacia 1593, en 1602, huérfano de padre, abandonó su ciudad natal para viajar a Roma acompañando al pintor flamenco Balthazar Lauwers, discípulo de Paul Brill y notable paisajista, con quien residió en la Ciudad Eterna ocho años. En 1610 se trasladó a Nápoles donde entró a trabajar en el taller de un modesto pintor de estandartes, Louis Croys, con cuya hija Isabelle contrajo matrimonio en mayo de 1613 tras prestar testimonio de moralidad ante la curia arzobispal.
Su trabajo como pintor independiente parece comenzar en 1617, fecha de un Martirio de santa Catalina. Un año más tarde se documenta el encargo de un ciclo de doce cuadros no conservados con la historia del faraón. En 1619 pudo producirse el encuentro con Didier Barra, llegado ese mismo año a Nápoles. La colaboración entre ambos pintores, origen del equívoco en torno a la figura de Monsù Desiderio, pudo extenderse a otros artistas como Belisario Corenzio o Jacob van Swanenburg, que habrían añadido las figuras a algunas de sus perspectivas arquitectónicas.
Las obras de Nomé, generalmente de pequeño formato y destinadas a una clientela variada, han llegado en elevado número, con algo de apariencia de producción en serie y raramente firmadas. En sus arquitecturas fantásticas, enteras o arruinadas, con las que crea ciudades imaginadas, se citan diferentes estilos artísticos y profusa decoración escultórica para servir de marco a diminutas figuras con las que, ya fuesen él o sus ayudantes, compondrán escenas bíblicas, hagiográficas o de la historia grecorromana.